# Vinh Sơn Quách Hy Cẩm
Vinh Sơn Quách Hy Cẩm hoặc Giuse Quách Hy Cẩm (sinh 1958, tiếng Trung:郭希錦, tiếng Anh:Vincent Guo Ximing / Joseph Guo Xijin) là một giám mục người Trung Quốc của Giáo hội Công giáo Rôma. Ông được giáo hội Rôma xác nhận làm Giám mục chính tòa Chính thức của Giáo phận Phúc Ninh, đối kháng với Giám mục Trung Quốc tự phong Ignatiô Chiêm Tư Lộc, được chính quyền Trung Quốc hậu thuẫn và công nhận làm Giám mục Phúc Ninh, từ năm 2016 đến năm 2018. Năm 2018, sau thỏa thuận Vatican - Trung Quốc, ông được Tòa Thánh yêu cầu nhường vị trí giám mục chính tòa cho Giám mục được giải vạ Chiêm Tư Lộc và trở thành Giám mục Phụ tá Giáo phận Phúc Ninh, từ ngày 12 tháng 12 năm 2018.

## Tiểu sử
Giám mục Quách sinh ngày 20 tháng 12 năm 1958 tại Trung Quốc. Năm 1984, ông được phong chức linh mục. Tòa Thánh chọn linh mục Vinh Sơn Quách Hy Cẩm làm Giám mục Phó giáo phận Phúc Ninh. Ngày 28 tháng 12 năm 2008, lễ tấn phong cho tân giám mục diễn ra cách âm thầm bí mật. Ngày 30 tháng 7 năm 2016, giám mục chính tòa Ignatiô Hoàng Thủ Thành qua đời, ông chính thức kế nhiệm từ đây.
Giám mục được Trung Quốc tấn phong trái phép Ignatiô Chiêm Tư Lộc thực ra đã được chính quyền công nhận chức vụ chính tòa từ ngày 14 tháng 5 năm 2006. Việc bổ nhiệm này tất nhiên phía Giáo hội Công giáo Rôma không công nhận. Sau khi tha vạ tuyệt thông cho giám mục Chiêm, Tòa Thánh yêu cầu sự vâng phục từ giám mục Quách vì sự hiệp nhất Giáo hội Trung Quốc. Ngày 12 tháng 12 năm 2018, ông chính thức trở thành Giám mục Phụ tá Phúc Ninh, trợ tá Giám mục Chiêm Tư Lộc.
Ông từ chức giám mục phụ tá Phúc Ninh ngày 5 tháng 10 năm 2020.